# Euclystis sublignaris
Euclystis sublignaris är en fjärilsart som beskrevs av William Schaus 1911. Euclystis sublignaris ingår i släktet Euclystis och familjen nattflyn. Inga underarter finns listade i Catalogue of Life.